# Wahlen zur Nationalversammlung Angolas 2017

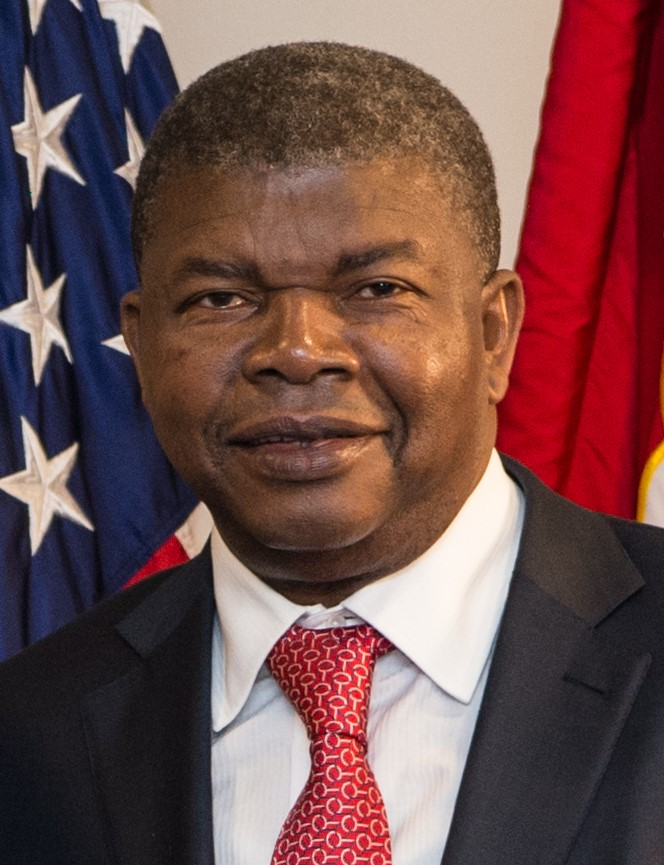
Die MPLA wählte João Lourenço (2017) zum neuen Kandidaten für die Wahl. Er trat damit die Nachfolge des langjährigen Staatspräsidenten José Eduardo dos Santos an.

Die Wahlen zur Nationalversammlung Angolas 2017 (port. Eleições para a Assembleia Nacional de Angola 2017) fanden am 23. bis 26. August 2017 statt und waren die vierten Mehr-Parteien-Wahlen zur Nationalversammlung seit der Unabhängigkeit des Landes 1975. Laut Verfassung wird der Spitzenkandidat der gewinnenden Mehrheitspartei automatisch Staatspräsident. João Lourenço des seit 1975 regierenden MPLA gewann die Wahl mit 61 Prozent der abgegebenen Stimmen.

## Hintergrund
Ursprünglich war erwartet worden, dass der langjährige Staatspräsident José Eduardo dos Santos erneut antreten, und erst im Laufe seiner Amtszeit zurücktreten würde. Im Dezember 2016 wählte die MPLA jedoch den damaligen Verteidigungsminister und stellvertretenden Vorsitzen der MPLA, João Lourenço, zu ihrem Kandidaten für die Parlamentswahlen. Lourenço gilt als enger und loyaler Vertrauter von dos Santos. Die MPLA wählte Bornito de Sousa zum stellvertretenden Kandidaten.
Am 26. April 2017 gab Staatspräsident dos Santos den 23. August 2017 als Wahltermin bekannt. Die offizielle Wahlkampfzeit lief vom 22. Juli bis zum 21. August.

## Angetretene Parteien

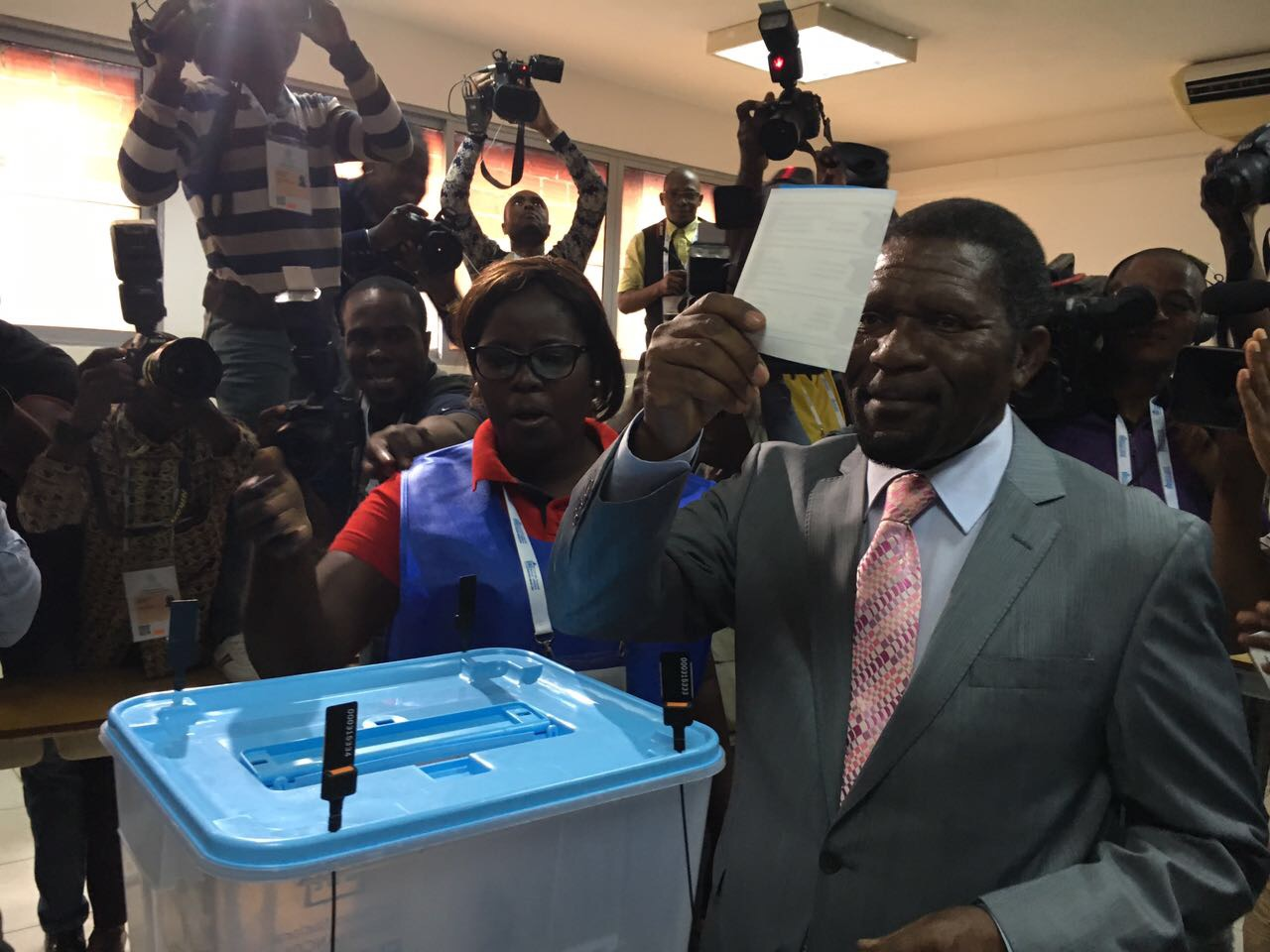
Isaías Samakuva, Vorsitzender der größten Oppositionspartei UNITA, bei seiner Stimmabgabe zur Wahl.

Nach Überprüfung der formellen Voraussetzungen wurden zur Wahl zugelassen
- MPLA (Movimento Popular de Libertação de Angola, zu Deutsch Volksbewegung zur Befreiung Angolas), ursprünglich marxistisch ausgerichtete Guerillabewegung gegen die portugiesische Kolonialherrschaft, seit 1975 Regierungspartei. Anfängliche Machtbasis unter den Ambundu und der Mischlingsbevölkerung, inzwischen stark ausgeweitet.
- UNITA (União Nacional para a Independência Total de Angola, zu Deutsch Nationale Union für die totale Befreiung Angolas), ebenfalls ursprünglich Guerillabewegung gegen die portugiesische Kolonialherrschaft mit Machtbasis unter den Ovimbundu, ab 1975 bis 1991 Gegner der MPLA im Angolanischen Bürgerkrieg
- FNLA (Frente Nacional de Libertação de Angola, zu Deutsch Nationale Front für die Befreiung Angolas) ebenso wie die MPLA und die UNITA aus einer Guerillabewegung des Befreiungskrieges hervorgegangen. Hauptsächliche soziale Basis unter den Bakongo.
- PRS (Partido de Renovação Social, zu Deutsch Partei der Sozialen Erneuerung), 1991 gegründet, verwurzelt unter den Chokwe.
- CASA-CE (Convergência Ampla de Salvação de Angola – Coligação Eleitoral, zu Deutsch Umfassende Vereinigung zur Rettung Angolas – Wahlbündnis), 2012 aus der UNITA hervorgegangenes Bündnis unter Führung des ehemaligen UNITA-Politikers Abel Chivukuvuku.
- APN (Aliança Patriótica Nacional, zu Deutsch Nationale Patriotische Allianz)

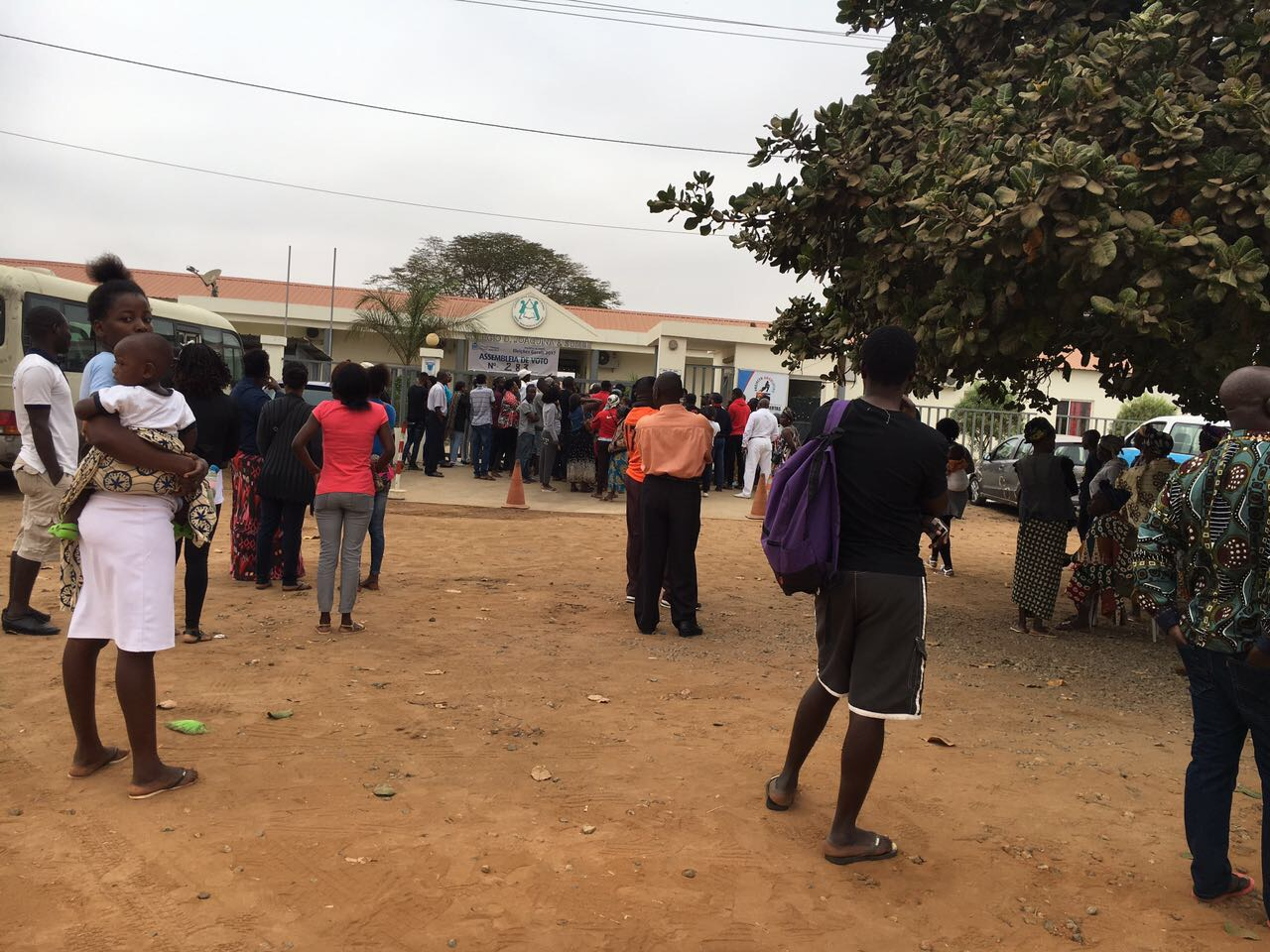
Wartende Wähler vor einem Wahllokal in Luanda

## Wahlsystem
Die 220 Abgeordneten der Nationalversammlung wurden über zwei Stimmen gewählt: 130 Abgeordnete bestimmten geschlossene, nationale Wahllisten im Verhältniswahlrecht. Bei 90 Abgeordnete erfolgte in 18 Wahlkreisen mit jeweils fünf Sitzen die Auswahl nach dem D’Hondt-Verfahren. Die Wahlkreise waren identisch mit den 18 Provinzen des Landes (s. auch Verwaltungsgliederung Angolas).
Das aktive Wahlrecht haben alle angolanischen Staatsbürger ab 18 Jahren, die nicht insolvent oder im Gefängnis sind, oder an einer psychischen Störung leiden. Bürger mit Doppelstaatsbürgerschaft dürfen nicht wählen. Das passive Wahlrecht haben Angolaner, die mindestens 35 Jahre alt sind.

## Ergebnisse
- MPLA: 150
- UNITA: 51
- CASA-CE: 16
- PRS: 2
- FNLA: 1

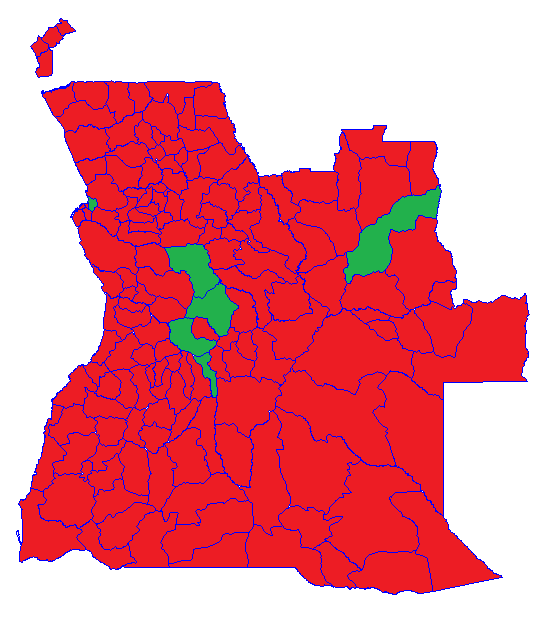
Listenwahlergebnisse nach Bezirken

Bereits erste Hochrechnungen zeigten einen deutlichen Sieg der regierenden MPLA, wenn jedoch auch deutlich schwächer als in den beiden Wahlen zuvor. Das endgültige Wahlergebnis gab die Wahlkommission am 6. September 2017 bekannt.
Isaías Samakuva, Vorsitzender der UNITA, zweifelte die Ergebnisse am 27. August an. Seine Partei legte einen Einspruch ein. Das Verfassungsgericht lehnte jedoch den Einspruch am 13. September ab. João Lourenço wurde am 26. September 2017 ins Amt des Staatspräsidenten eingeführt.
| Partei                                                         | Stimmen   | % 2017 | % 2012 | Sitze 2017 | ±       |
| -------------------------------------------------------------- | --------- | ------ | ------ | ---------- | ------- |
| MPLA                                                           | 4.115.302 | 61,05  | 71,84  | 150        | −25     |
| UNITA                                                          | 1.800.860 | 26,72  | 18,66  | 51         | +19     |
| CASA–CE                                                        | 639.789   | 9,49   | 6,00   | 16         | +8      |
| PRS                                                            | 89.763    | 1,33   | 1,70   | 2          | −1      |
| FNLA                                                           | 61.394    | 0,91   | 1,13   | 1          | −1      |
| APN                                                            | 33.437    | 0,50   | –      | 0          | 0 (neu) |
| Ungültige Stimmen / leer abgegeben                             | 275.125   | –      | –      | –          |         |
| Total                                                          | 7.061.131 | 100    | 100    | 220        | 0       |
| Registrierte Wähler                                            | 9.317.294 |        |        |            |         |
| Quelle: Nationale Wahlkommission (Comissão Nacional Eleitoral) |           |        |        |            |         |